# インスティンクト -異常犯罪捜査-
『インスティンクト -異常犯罪捜査-』（インスティンクト いじょうはんざいそうさ、原題: Instinct）は、アメリカ合衆国のCBSで2018年3月18日から放送されていたテレビドラマ。2019年8月17日、CBSは次シーズンの更新を行わず、シーズン2で打ち切ることを発表した。

## 登場人物
ディラン・ラインハート
演 - アラン・カミング (Alan Cumming) / 日本語吹替 - 多田野曜平
元CIA諜報員で大学で異常行動学を教える教授。著書『変人たち』はベストセラーとなったが、出版社からは2作目の執筆を厳しく催促されている。
ニューヨーク市警察のコンサルタントとしてリジーの相棒になる。
父は現役のCIA副長官であり、ディランのCIAへの復職を望んでいる。
エリザベス（リジー）・ニーダム
演 - ボヤナ・ノヴァコヴィッチ (Bojana Novakovic) / 日本語吹替 - 樋口あかり
ニューヨーク市警察の刑事。1年前に婚約者でもあった相棒チャーリーを殉職で失う。
元はチャーリーの飼い犬だったビーグル犬のゲイリーを溺愛している。
アンドリュー（アンディー）・ウィルソン
演 - ダニエル・イングス (Daniel Ings) / 日本語吹替 - 佐々木啓夫
ディランの夫。元は大手事務所に勤務する弁護士だったが、現在はバーを経営している。
ジュリアン・カズンズ
演 - ナヴィーン・アンドリュース (Naveen Andrews) / 日本語吹替 - 浜田賢二
ディランのCIA時代からの友人。ハッキング等で多くの極秘データにアクセスでき、ディランの捜査を陰から助ける。
第2シーズンでは、何者かに秘密のオフィスに侵入されたことで警戒し、IT技術者と身分を偽ってニューヨーク市警に勤務する。
ジャスミン・グッデン
演 - シャロン・リール (Sharon Leal) / 日本語吹替 - 斎藤恵理
ニューヨーク市警察の警部補。リジーの警察学校時代の同期で親友。現在は上司。
アンソニー・フーチ
演 - ダニー・マストロジョルジオ / 日本語吹替 - 山岸治雄
ニューヨーク市警察の刑事
キャンター・ハリス
演 - マイケル・B・シルヴァー / 日本語吹替 - 高橋広樹
ニューヨーク市警察の巡査部長
ジョアン・ロス
演 - ウーピー・ゴールドバーグ / 日本語吹替 - 片岡富枝
ディランの担当編集者。
ライアン・ストック
演 - トラヴィス・ヴァン・ウィンクル / 日本語吹替 - 土田大
ネブラスカ州ガーフィールド郡の刑事。「眠り姫事件」について捜査しており、ニューヨークでの同種事件発生を知って合同捜査にやってきた。
第2シーズンより登場。
マヤ・バドゥーリ
演 - レシュマ・シェティ / 日本語吹替 - 志田有彩
フリーのエージェントでディランやジュリアンと過去何度も敵対あるいは共闘している。現在はMI6の仕事を請け負っている。ジュリアンの元恋人。
第2シーズンより登場。

## エピソード一覧

### シーズン一覧
| シーズン | シーズン | エピソード | 米国での放送日                | 米国での放送日                |
| シーズン | シーズン | エピソード | 初回                          | 最終回                        |
| -------- | -------- | ---------- | ----------------------------- | ----------------------------- |
|          | 1        | 13         | 2018年3月18日                 | 2018年7月1日                  |
|          | 2        | 11         | 2019年6月30日                 | 2019年8月25日                 |
| トータル | トータル | 24         | 2018年3月18日 – 2019年8月25日 | 2018年3月18日 – 2019年8月25日 |

### シーズン1 （2018年）
| 通算 | 話数 | タイトル                 | 原題                | 監督                         | 米国放送日    | 視聴者数 (万人) |
| ---- | ---- | ------------------------ | ------------------- | ---------------------------- | ------------- | --------------- |
| 1    | 1    | ようこそ異常行動の世界へ | Pilot               | マーク・ウェブ               | 2018年3月18日 | 905             |
| 2    | 2    | 「正常」は退屈           | Wild Game           | ダグ・アーニオコスキー       | 2018年3月25日 | 1,016           |
| 3    | 3    | 秘密とウソ               | Secrets and Lies    | ピーター・ワーナー           | 2018年4月1日  | 661             |
| 4    | 4    | 過去に囚われて           | I Heart New York    | コンスタンティン・メイクリス | 2018年4月8日  | 812             |
| 5    | 5    | 心臓のない死体           | Heartless           | ドン・スカーディーノ         | 2018年4月22日 | 711             |
| 6    | 6    | 究極の効率化             | Flat Line           | ローラ・ベルジー             | 2018年4月29日 | 701             |
| 7    | 7    | 久々の交流               | Owned               | ダグ・アーニオコスキー       | 2018年5月6日  | 696             |
| 8    | 8    | 憎悪の根源               | Long Shot           | ジェイ・チャンドラセカール   | 2018年5月27日 | 516             |
| 9    | 9    | パートナーの壁           | Bad Actors          | ジム・マッケイ               | 468           |                 |
| 10   | 10   | 制裁計画                 | Bye Bye Birdie      | ダグ・アーニオコスキー       | 2018年6月3日  | 637             |
| 11   | 11   | 夢の代償                 | Blast from the Past | チェリー・ノーラン           | 2018年6月17日 | 527             |
| 12   | 12   | リアルの極限             | Live                | エド・オルネラス             | 2018年6月24日 | 563             |
| 13   | 13   | 同族の結束               | Tribal              | マイケル・ローチ             | 2018年7月1日  | 451             |

### シーズン2 （2019年）
| 通算 | 話数 | タイトル       | 原題            | 監督                         | 米国放送日    | 視聴者数 (万人) |
| ---- | ---- | -------------- | --------------- | ---------------------------- | ------------- | --------------- |
| 14   | 1    | 眠り姫事件     | Stay Gold       | ステファン・サージク         | 2019年6月30日 | 359             |
| 15   | 2    | 孤独な音楽家   | Broken Record   | アレックス・ピライ           | 2019年7月7日  | 338             |
| 16   | 3    | 消えた少年     | Finders Keepers | リー・ローズ                 | 2019年7月14日 | 356             |
| 17   | 4    | おとぎ話の結末 | Big Splash      | ジョン・ビーリング           | 2019年7月21日 | 327             |
| 18   | 5    | 拷問は蜜の味   | Ancient History | ランディー・ジスク           | 2019年7月28日 | 335             |
| 19   | 6    | 殺人は芸術?    | One-of-a-Kind   | ジャニス・クック             | 2019年8月4日  | 311             |
| 20   | 7    | 危険な遊戯     | After Hours     | ジョー・コリンズ             | 2019年8月11日 | 350             |
| 21   | 8    | 凍りつく真相   | Go Figure       | チェリー・ノーラン           | 339           |                 |
| 22   | 9    | 切れない絆     | Manhunt         | コンスタンティン・メイクリス | 2019年8月18日 | 347             |
| 23   | 10   | 裏切り者の影   | Trust Issues    | リー・ローズ                 | 309           |                 |
| 24   | 11   | 頭の切れる殺人 | Grey Matter     | マイケル・ローチ             | 2019年8月25日 | 343             |